# قاطر يوران سفلي
قاطر يوران سفلي (بالإنجليزية: Qater Yuran-e Sofla)‏ هي مستوطنة تقع في قسم اجارود الشمالي الريفي في إيران. يقدر عدد سكانها بـ 90 نسمة .